# Erdmannshöhle

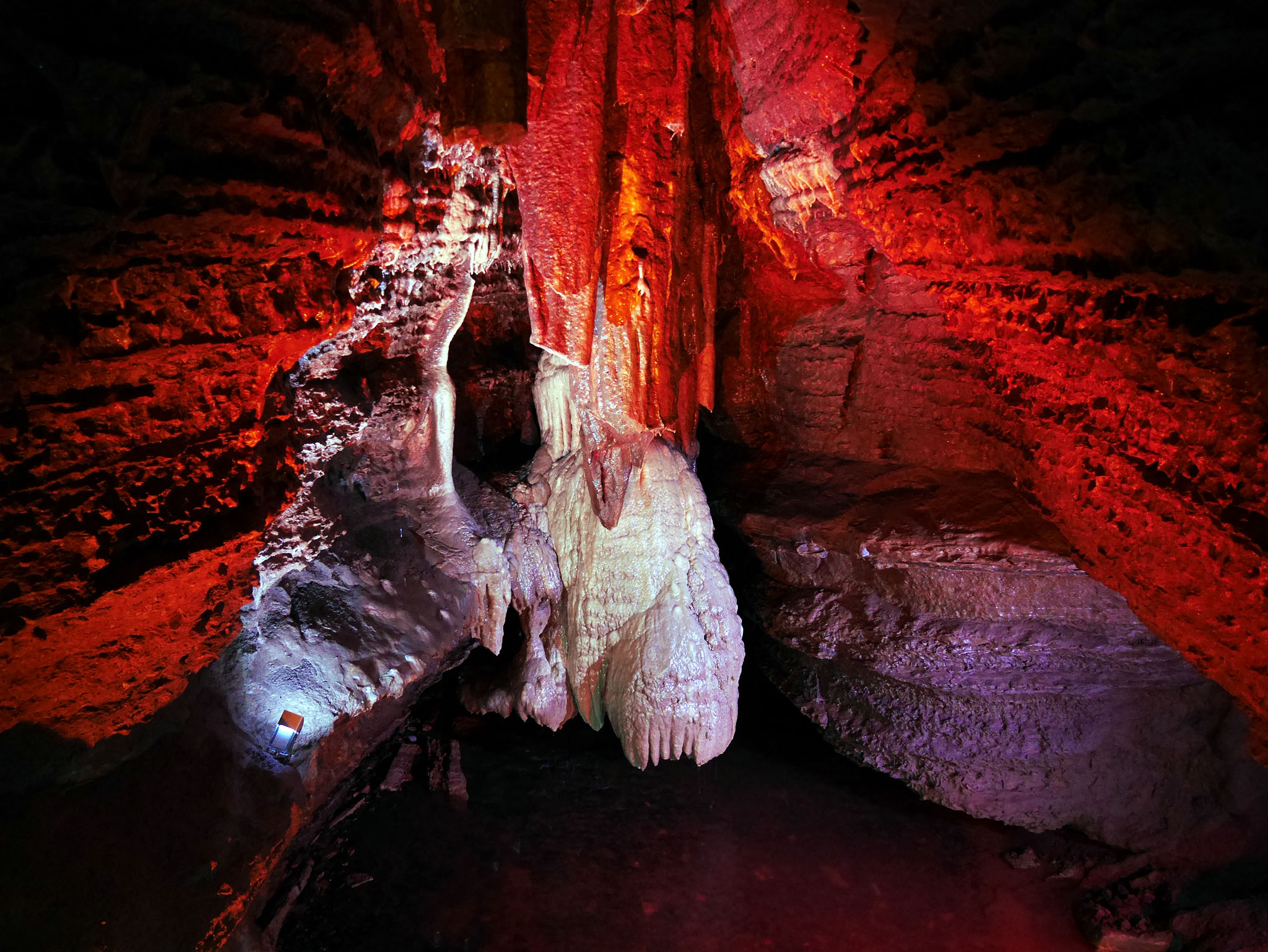

Die Erdmannshöhle (auch Hasler oder Haseler Höhle genannt) ist eine Tropfsteinhöhle im Gebirgszug Dinkelberg am Übergang zum Südschwarzwald. Sie befindet sich im nordöstlichen Randgebiet des Dinkelbergs (Hasler Karst) am südlichen Ortsausgang von Hasel, Baden-Württemberg (Deutschland).

## Beschreibung
Der Beginn der Bildung der Tropfsteine in der Erdmannshöhle wird von Höhlenkundlern auf das Ende der Riß-Kaltzeit vor etwa 125.000 Jahren datiert.
Die bis jetzt vermessene Gesamtlänge der Höhlengänge beträgt über 2350 Meter, die zu einem komplexen Höhlensystem mit einer Nord-Süd-Ausdehnung von ca. 370 Metern, einer Ost-West-Ausdehnung von ca. 126 Metern und einem Höhenunterschied von 24 Meter gehören. Davon können 356 Meter besichtigt werden.
Viele sehr alte und sehr große Tropfsteine sind in der Höhle vorhanden. Einer von ihnen wurde lange Zeit als Deutschlands ältester und größter betrachtet, inzwischen wurden jedoch größere in anderen Höhlen entdeckt. Mit einem Alter von mehreren hunderttausend Jahren (Radiokohlenstoffdatierung; früher auf über eine Million Jahre geschätzt) ist er auf über vier Meter Höhe und zwei Meter Dicke angewachsen.
Der Name der Höhle rührt von einer Sage her, nach der früher Erdmännchen (Zwerge) in der Höhle gewohnt haben sollen.
Die erste schriftliche Erwähnung in einer Gemarkungsbeschreibung (Erdmännleins Grub) wird in die Mitte der 1750er Jahre datiert.
In der Nähe befinden sich die Tschamberhöhle bei Rheinfelden (Baden) und der Eichener See bei Eichen (Schopfheim), zu dem es auch eine unterirdische Verbindung gibt.

## Rezeption in bildender Kunst und Literatur
Der Dichter Joseph Victor von Scheffel fügte in seinem Werk Der Trompeter von Säkkingen als Zehntes Stück Jung Werner in der Erdmannshöhle ein. Darin findet sich folgender Teil der Höhlenbeschreibung:
Schlank gewundne Säulen senkten

Von der Decke sich zum Boden,

An den Wänden rankt’ in buntem

Formenspiel des grauen Tropfsteins

Geisterhaftes Steingeweb,

Bald wie Tränen, die der Fels weint,

Bald wie reich verschlungne Zierat

Riesiger Korallenäste.